# رشته (فیلم)
رشته (به هندی: Dor) فیلمی محصول سال ۲۰۰۶ و به کارگردانی ناگش کوکونور است. در این فیلم بازیگرانی همچون آیشا تاکیا، گول پاناگ، شریاس تالپاده، گیریش کارناد، اوتار باهوکار ایفای نقش کرده‌اند.